# Comandancia (China)
La comandancia (en chino tradicional, 郡; pinyin, jùn) fue un nivel administrativo histórico de China. Durante la dinastía Zhou, perteneció a lo que es hoy un condado (县). Qin Shi Huang invirtió la jerarquía y alzó un mayor número de comandancias en detrimento de los condados. Durante las dinastías Sui y Tang, tras un servicio casi milenario, las comandancias fueron abolidas y reemplazadas por prefecturas (zhóu 州).